# David Wohl
David Wohl (Brooklyn (New York), 22 september 1953) is een Amerikaans acteur en filmproducent.

## Carrière
Wohl begon in 1982 met acteren in de film Sophie's Choice. Hierna heeft hij nog meerdere rollen gespeeld in films en televisieseries zoals Terms of Endearment (1983), Turk 182! (1985), Switch (1991), Hot Shots! Part Deux (1993), Saving Private Ryan (1998), Hey Arnold! (1997-2004) en The Wackness (2008).
Wohl is ook actief in het theater, hij maakte in 2002 zijn debuut op Broadway met het toneelstuk The Man Who Had All the Luck als Augie Belfast. Hierna heeft hij nog driemaal opgetreden op Broadway. In 2002 met het toneelstuk Dinner at Eight als mr. Fitch, in 2004 met de musical Fiddler on the Roof als Lazar Wolf en van 2012 tot en met 2013 in het toneelstuk Golden Boy als Mickey.
Wohl is ook actief als filmproducent, in 2000 heeft hij de film Witchblade geproduceerd.

## Filmografie

### Films
Uitgezonderd korte films.
- 2019 Treasure Trouble - als Kal
- 2018 Asher - als dr. Green
- 2017 The Boy Downstairs - als Barry
- 2015 Thinking with Richard – als Brain
- 2014 Are You Joking? - als Ira Schwartz
- 2008 The Wackness – als mr. Shapiro
- 2000 Joe Gould's Secret – als Max Gordon
- 1998 Rear Window – als dr. Schneider
- 1998 Saving Private Ryan – als kapitein
- 1994 She Led Two Lives – als Harvey Parnell
- 1993 Hot Shots! Part Deux – als Gerou
- 1991 Switch – als advocaat Caldwell
- 1990 Presumed Innocent – als Morrie Dickerman
- 1990 In the Best Interest of the Child – als rechter Dunham
- 1989 The War of the Roses – als dr. Gordon
- 1989 A Cry for Help: The Tracey Thurman Story – als Nagel
- 1989 Cookie – als Alvin Diamond
- 1989 Troop Beverly Hills – als dr. Honigman
- 1988 The Couch Trip – als dr. Smet
- 1987 Right to Die – als Andy Breton
- 1987 Like Father Like Son – als dr. Roger Hartwood
- 1987 Island Sons – als Engleman
- 1986 Hero in the Family – als Loudon
- 1986 Oceans of Fire – als Ira Handel
- 1986 Armed and Dangerous – als aanklager
- 1985 Badge of the Assassin – als Ken Klein
- 1985 Beer – als Stanley Dickler
- 1985 D.A.R.Y.L. – als mr. Nesbitt
- 1985 Brewster's Millions – als Eugene Provost
- 1985 Gotcha! – als professor
- 1985 Turk 182! – als tv-producent
- 1984 Revenge of the Nerds – als decaan Ulich
- 1984 A Doctor's Story – als assistent van dr. Turnway
- 1984 Terrible Joe Moran – als vleesverwerker
- 1983 Terms of Endearment – als Phil
- 1983 Carpool – als dokter
- 1982 Sophie's Choice – als leraar Engels

### Televisieseries
Uitgezonderd eenmalige gastrollen.
- 2014 - 2016 Madam Secretary - als Israëlisch ambassadeur Lior Dori - 4 afl.
- 1997 – 2004 Hey Arnold! – als diverse stemmen – 28 afl. (animatieserie)
- 1991 – 1993 Brooklyn Bridge – als Sid Elgart – 12 afl.
- 1991 – 1993 Dinosaurs – als Bob – 2 afl.
- 1992 Civil Wars – als Emmet Beach – 2 afl.
- 1990 DEA – als Phil Jacobs - ? afl.
- 1986 Hill Street Blues – als Robin Mars – 2 afl.

- MusicBrainz: 8278475a-b947-49c5-aa27-79d9b938df8e